# 比嘉将太
比嘉 将太（ひが しょうた、1987年8月2日 - ）は、元プロ野球選手（内野手）。

## 経歴
沖縄尚学高時代は2005年にセンバツに出場し、自身は柳田将利（元千葉ロッテマリーンズ）からホームランを放つ。
高校卒業後は、西濃運輸に入団。
その後、2006年末に行なわれた愛媛・高知球団独自トライアウトに合格し、2007年に愛媛マンダリンパイレーツに入団。同年は、打率.334をマークし首位打者のタイトルを獲得し、ベストナイン（二塁手）に選出された。
2008年11月11日、自身の申し出により退団。
2011年1月20日、愛媛マンダリンパイレーツの球団独自トライアウトに合格し、2年振りに復帰した。シーズン終了後の10月13日、今季の契約期間満了を持って本人の意思により退団すると発表された。

## 詳細情報

### 年度別打撃成績
| 年度      | 球団      | 試 合 | 打 数 | 得 点 | 安 打 | 二 塁 打 | 三 塁 打 | 本 塁 打 | 打 点 | 盗 塁 | 犠 打 | 犠 飛 | 四 球 | 死 球 | 三 振 | 打 率 |
| --------- | --------- | ----- | ----- | ----- | ----- | -------- | -------- | -------- | ----- | ----- | ----- | ----- | ----- | ----- | ----- | ----- |
| 2007      | 愛媛      | 76    | 296   | 36    | 99    | -        | -        | 2        | 42    | 2     | 11    | 0     | 10    | 1     | 25    | .334  |
| 2008      | 愛媛      | 66    | 234   | -     | 64    | -        | -        | 1        | 15    | 6     | -     | -     | -     | -     | -     | .274  |
| 通算：2年 | 通算：2年 | 142   | 530   | -     | 163   | -        | -        | 3        | 57    | 8     | -     | -     | -     | -     | -     | .308  |

- 各年度の太字はリーグ最高

### タイトル
四国アイランドリーグ
- 首位打者（2007年）

### 表彰
四国アイランドリーグ
- ベストナイン：二塁手（2007年）

### 背番号
- 4 （2007年 - 2008年）
- 61 （2011年）